# Robert de Winton
Pas d'image ? Cliquez ici

b Matchs officiels uniquement.
Robert Francis Chippiani de Winton, né le 9 septembre 1868 à Hay et mort le 14 mars 1923 à Porterville, est un joueur anglais de rugby à XV évoluant au poste de demi d'ouverture ou de demi de mêlée.

## Carrière
Il obtient une unique sélection avec l'équipe d'Angleterre lors du match contre le pays de Galles comptant pour le Tournoi britannique de 1893. Les Gallois remportent le match 12 à 11, ce qui constitue leur première victoire à domicile contre les Anglais.